# 1977, casa tomada
1977, casa tomada es una película documental argentina de medio metraje dirigida por María Pilotti, producida por la Fundación Alumbrar en 1997 y estrenada el 25 de febrero de 1999 integrando junto al mediometraje Los presos de Bragado el filme Historias no contadas. Colaboraron en la investigación Osvaldo Bayer y Carlos del Frade.

## Sinopsis
Documental sobre el caso de Emilio Etelvino Vega de 33 años y María Esther Ravalo de 23 años, una pareja de no videntes que el 17 de septiembre de 1977 fueron detenidos-desaparecidos junto a su hijo Iván Alejandro Vega, por entonces de 3 años, por las fuerzas de seguridad durante la dictadura militar llamada Proceso de Reorganización Nacional (1976-1983). El niño volvió a aparecer, pero no sus padres. En tanto la casa familiar, ubicada en la calle Santiago 2815 de Necochea, fue apropiada primero por el Ejército y luego por Gendarmería para establecer allí la sede de un círculo de militares retirados. Iván debió luchar durante 17 años para que el Estado le devolviera su hogar.